# Acaulimalva crenata
Acaulimalva crenata là một loài thực vật có hoa trong họ Cẩm quỳ. Loài này được (Hill) Krapov. mô tả khoa học đầu tiên năm 1974.